# Stalagmit

Kerzen- (C) und kegelförmiger Stalagmit (D)

Ein Stalagmit ist der vom Boden einer Höhle emporwachsende Tropfstein, sein Gegenstück ist der von der Decke hängende Stalaktit (Eselsbrücken siehe Tropfstein#Eselsbrücken). Von Stalagnat spricht man, wenn beide Typen zusammengewachsen sind.

## Beschreibung

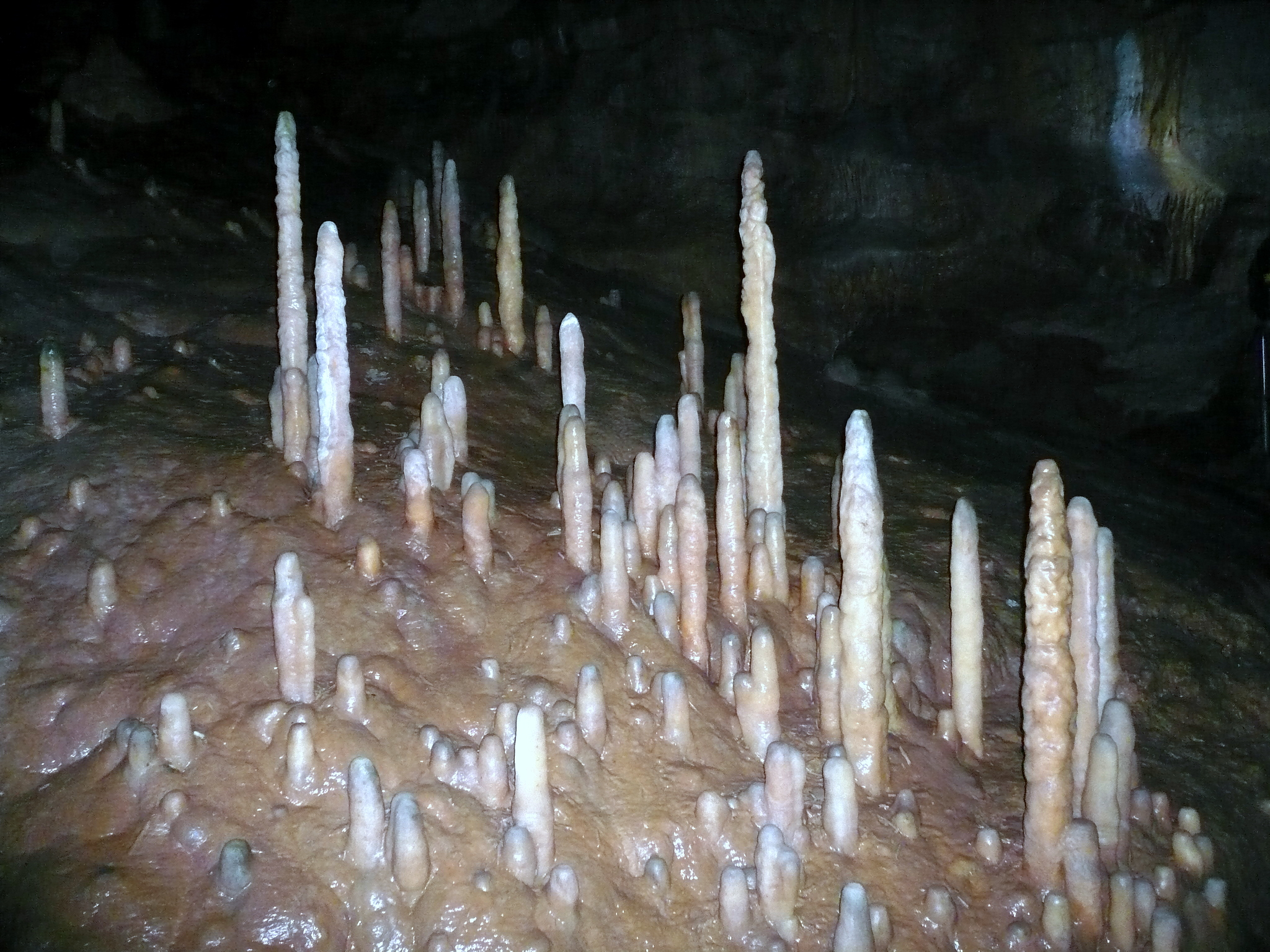
„Kaiser Barbarossa mit Zaubergarten“ in der oberfränkischen Teufelshöhle

Ein Stalagmit ist ein Speläothem, bei dem durch auftropfendes kohlensäurehaltiges Wasser, das Calcit ablagert, ein Tropfstein entsteht, der verschiedene Formen annehmen kann. Die Intensität der Tropfstelle, aber auch die Fallhöhe des Tropfwassers und die Bodenbeschaffenheit haben Einfluss auf die Form des Stalagmits.
So unterscheidet man die gleichmäßig schlanken Kerzenstalagmiten und die kegelförmigen Palmstammstalagmiten. Die Kerzenstalagmiten entstehen durch eine gleichmäßige Lösungszufuhr und können bei geringem Durchmesser mehrere Meter Höhe erreichen. Die kegelförmigen Stalagmiten entstehen durch eine sehr starke Sickerwasserzufuhr und können an der Basis mehrere Meter Durchmesser aufweisen, wie zum Beispiel der Millionär in der Sophienhöhle.
Die Fallhöhe wiederum hat einen Einfluss auf das obere Ende des Tropfsteins. Ein gerundetes Ende entsteht bei geringer Fallhöhe des Wassers; bei zunehmender Fallhöhe wird das Ende flacher und kann im Extremfall nach innen gewölbt sein.
Weiterhin gibt es Tropfsteinformen, die von diesen Grundwerten abweichen, wie etwa ein Stalagmit im Schulerloch, dessen Spitze als Wasserbecken ausgeformt ist, oder der Vesuv in der Eberstadter Tropfsteinhöhle, der durch kohlensäurehaltiges Wasser gebildet wurde, aber jetzt durch kohlensäurefreies Wasser langsam wieder abgetragen wird.
Die Analyse von Stalagmiten kann das Ablagerungsgeschehen chronologisch erfassen und damit Rückschlüsse auf Paläoklimatologie und Vegetationsgeschichte erlauben.